# Gyldenklou
Gyldenklou var en svensk adelsätt.
Enligt ingressen i Anreps ättartavlor ska ätten härstamma från en i Norge framstående ätt, Gylle, som drevs ur landet.Därifrån ska familjen ha slagit sig ner i Vingåker. Den äldste kände stamfadern är kammreraren Måns Pedersen till Slomarp i Mjölby socken, död 1644 och begraven i Mjölby kyrka där hans epitafium finns. Hans hustru Gertrud Hansdotter var enligt Anrep dotter till befallningsmannen Hans Larsson på Vadstena slott. Makarna blev föräldrar till professorn, landshövdingen och presidenten Anders Gylle som år 1639 adlades med namnet Gyldenklou. Året därefter introducerades ätten på nummer 269.
Denne Anders Gyldenklou var gift två gånger. Första äktenskapet ingicks 1628 med änkan till en rikguardie, Maria Rijk som var dotter till tullförvaltaren i Nylöse Reinhold Rijk. I detta äktenskap föddes överstelöjtnanten David Gyldenklou som var gift men barnlös. Hans yngre bror Jacob Gyldenklou var assessor i Wismarska tribunalet och avled ogift, varmed han testamenterade sitt stora bibliotek och myntkabinett till kung Karl XI varmed det uppgick i Kungliga biblioteket. Maria Rijk avled 1631, och den ännu ofrälse Anders Gylle gifte om sig 1635 med Anna Burea som var syster till Nils Burensköld, dotter till biskop Jacobus Johannis Zebrozynthius och dotterdotter till Nicolaus Olai Bothniensis och Elisabet Andersdotter (Grubb). I detta äktenskapet föddes tre barn som levde in i vuxen ålder. Den äldsta av dem, Anna Maria, var gift med sin släkting Börje Olofsson Cronberg och blev stammoder till den kortlivade adliga och friherrliga ätten Cronberg. Hennes syster Catharina var först gift med Nils Appelgren med vilken hon fick flera barn, och sedan gifte hon om sig med friherre Johan Bergenhjelm men fick inga barn i det äktenskapet. Anders Gyldenklous och Anna Bureas yngste son, Gideon Gyldenklou var kaptenlöjtnant vid Livdrabanterna till häst, och gift med sin släkting och systerns styvdotter Maria Euphrosyne Cronberg. Dessa båda fick två söner. Den yngste var kapten vid Drabanterna och stupade i Polen 1708. Den äldste sonen, generaladjutant hos kung Fredrik I, avled barnlös 1735 och slöt ätten på svärdssidan.